# Соуэлл, Томас
Томас Соуэлл (англ. Thomas Sowell; 30 июня 1930 года; Гастония, США) — американский консервативный экономист, социальный теоретик и историк.
Соуэлл работал на факультетах нескольких университетов, включая Корнельский университет и Калифорнийский университет в Лос-Анджелесе. С 1980 года он работал в Институте Гувера при Стэнфордском университете. Соуэлл написал более тридцати книг (многие из которых были переизданы в исправленных изданиях), и его работы были широко включены в антологию. Он получил национальную медаль по гуманитарным наукам за инновационную стипендию, объединяющую историю, экономику и политологию.

## Биография

### Ранняя жизнь
Соуэлл родился в Гастонии, Северная Каролина. Его отец умер незадолго до его рождения, оставив после себя мать Соуэлла, горничную, у которой было четверо детей. Двоюродная бабушка и две её взрослые дочери усыновили Соуэлла и вырастили его. В своей автобиографии «Личная одиссея» Соуэлл писал, что его детские встречи с белыми были настолько ограниченными, что он не знал, что блондин — это цвет волос. Когда Соуэллу было 9 лет, его семья переехала из Шарлотты, Северная Каролина, в Гарлем, Нью-Йорк, в поисках больших возможностей — в рамках великой миграции афроамериканцев с юга Америки на север.
Он получил образование в средней школе Стайвесант, престижной академической средней школе в Нью-Йорке. Он был первым в своей семье, кто учился после шестого класса. Однако он был вынужден бросить учёбу в возрасте 17 лет из-за финансовых трудностей и проблем в доме. Соуэлл занимал ряд должностей, в том числе одну в механическом цехе, а другую — курьером в компаннии «Western Union». Он был призван в армию в 1951 году, во время корейской войны, и был направлен в Корпус морской пехоты США. Благодаря своему опыту в фотографии Соуэлл стал фотографом морской пехоты.

### Высшее образование и ранняя карьера
После демобилизации Соуэлл работал на государственной службе в Вашингтоне, округ Колумбия, и посещал вечерние занятия в Университете Говарда, исторически сложившемся колледже для чернокожих. Его высокие оценки на экзаменах Совета колледжей и рекомендация двух профессоров университета помогли ему поступить в Гарвардский университет, который он окончил с отличием в 1958 году со степенью бакалавра гуманитарных наук в области экономики. В следующем году он получил степень магистра Колумбийского университета.
Соуэлл сказал, что ранее он был марксистом. По этой причине, одна из его первых профессиональных публикаций была сочувствующим исследованием марксистской мысли и марксистско-ленинской практики. Однако его опыт работы в качестве стажера в федеральном правительстве летом 1960 года заставил его отказаться от марксистской экономики в пользу экономической теории свободного рынка. Во время своей работы Соуэлл обнаружил связь между повышением установленной минимальной заработной платы для рабочих сахарной промышленности Пуэрто-Рико и ростом безработицы в этой отрасли. Изучение закономерностей привело Соуэлла к предположению, что правительственные служащие, соблюдающие закон о минимальной заработной плате, больше заботятся о своей работе, чем о бедственном положении бедных.
Соуэлл получил степень доктора философии по экономике в Чикагском университете в 1968 году. Его диссертация называлась «Закон Сэя и всеобщая полемика о перенасыщении». Первоначально Соуэлл выбрал Колумбийский университет для обучения у Джорджа Стиглера, который впоследствии получил Нобелевскую премию по экономике. Когда он узнал, что Стиглер переехал в Чикагский университет, он последовал за ним.

### Карьера
С 1965 по 1969 год Соуэлл был доцентом экономики Корнельского университета. Написав 30 лет спустя о захвате в 1969 году чернокожими студентами Корнелла Уиллард Стрейт-холл, Соуэлл охарактеризовал студентов как «хулиганов» с «серьёзными академическими проблемами, которые были приняты по более низким академическим стандартам», и отметил, что «так получилось, что повсеместно распространённый расизм, с которым чёрные студенты якобы сталкивались на каждом шагу в кампусе и в городе, не был очевиден для меня в течение тех четырёх лет, когда я преподавал в Корнелле и жил в Итаке».
Соуэлл преподавал экономику в Университете Говарда, Ратгерсе, Корнелле, Университете Брандейса, Амхерстском колледже и Калифорнийском университете в Лос-Анджелесе. С 1980 года он был старшим научным сотрудником Института Гувера в Стэнфордском университете, где он получил стипендию, названную в честь Роуз и Милтона Фридмана, его наставника. Кроме того, Соуэлл несколько раз появлялся на шоу Уильяма Ф. Бакли-младшего «Линия огня», в ходе которого он обсуждал экономику расы и приватизации.
В 1987 году Соуэлл свидетельствовал в пользу судьи федерального апелляционного суда Роберта Борка во время слушаний по выдвижению Борка в Верховный суд США. В своих показаниях Соуэлл сказал, что Борк был «самым высококвалифицированным кандидатом этого поколения» и что то, что он рассматривал как судебный активизм, концепция, против которой Борк выступал как самопровозглашенный оригиналист и текстуалист, не принесла пользу меньшинствам.
В обзоре книги Соуэлла «Конфликт видений» 1987 года Ларри Д. Нахман в журнале «Commentary» описал Соуэлла как ведущего представителя Чикагской школы экономики.
Соуэлл замечал, что «вклад Маркса в экономическую науку равен нулю».

## Личная жизнь
Ранее был женат на Альме Джин Парр с 1964 по 1975 год, в 1981 году Соуэлл женился на Мэри Эш. У него двое детей, Джон и Лоррейн.
Соуэлл также увлекается фотографированием.

## Философия
Тематика работ Томаса Соуэлла варьируется от социальной политики в отношении расы, этнических групп, образования и принятия решений до классической и марксистской экономики и проблем детей, считающихся инвалидами.
Соуэлл занимался изучением текущих вопросов, в том числе предвзятость либеральных СМИ; судебный активизм (при защите оригинальности); неповрежденное расширение и извлечение (обычно называемое и описываемое в Федеральный закон США, касающийся аборта при частичных родах) минимальная заработная плата; всеобщее здравоохранение; противоречие между государственной политикой, программами и защитой и семейной автономией; «позитивная» дискриминация; правительственная бюрократия, контроль над оружием, воинственность во внешней политике США; война с наркотиками и мультикультурализм.

### Экономическая и политическая идеология
Хотя его часто называют чёрным консерватором, он предпочитает, чтобы на него не навешивали ярлыки, заявив: «Я предпочитаю не иметь ярлыков, но подозреваю, что „либертарианец“ подошёл бы мне больше, чем многие другие, хотя я не согласен с либертарианским движением по многим вопросам». Соуэлл в основном пишет на экономические темы, в основном отстаивая свободно рыночный подход к капитализму. Соуэлл выступает против Федеральной резервной системы, утверждая, что ей не удалось предотвратить экономическую депрессию и ограничить инфляцию. Соуэлл описал своё серьёзное исследование Карла Маркса в своей автобиографии; он выступает против марксизма, критикуя его в своей книге «Марксизм: философия и экономика» (1985).
Соуэлл также написал трилогию книг об идеологиях и политических позициях, в том числе «Конфликт видений», в которых он говорит об истоках политической борьбы; «Видение помазанника», в котором он сравнивает консервативное / либертарианское и либеральное / прогрессивное мировоззрения; и «В поисках космической справедливости», в которой, как и во многих других своих трудах, он излагает свой тезис о чувстве потребности у интеллектуалов, политиков и лидеров исправлять и совершенствовать мир по утопической, и, в конечном счёте, он постулирует, катастрофической моде. Отдельно от трилогии, но также в обсуждении предмета, он написал «Интеллектуалы и общество», опираясь на свою более раннюю работу, в которой он обсуждает то, что он считает слепым высокомерием и глупостью интеллектуалов в самых разных областях.
Его книга «Знания и решения», лауреат Премии Центра права и экономики 1980 года, была объявлена «знаковой работой», отобранной для этой премии «из-за её убедительного вклада в наше понимание различий между рыночным процессом и правительством». Объявляя награду, центр приветствовал Соуэлла, чей «вклад в наше понимание процесса регулирования сам по себе сделал бы книгу важной, но, вновь подчеркивая разнообразие и эффективность, которые делает рынок возможными, его работа идет глубже и становится равной». Фридрих Хайек писал: «Совершенно оригинальным образом Соуэлл преуспел в переводе абстрактных и теоретических аргументов в весьма конкретное и реалистичное обсуждение центральных проблем современной экономической политики».
Соуэлл также выступает за декриминализацию всех видов наркотиков и иногда пишет о контроле над огнестрельным оружием, например:

Можно выбрать фактические исследования или процитировать некоторые исследования, которые впоследствии были дискредитированы, но большая часть исследований показывает, что законы о контроле над огнестрельным оружием на самом деле не контролируют оружие. В конечном итоге они не спасают жизни, а уносят жизни.
Оригинальный текст (англ.)One can cherry-pick the factual studies, or cite some studies that have subsequently been discredited, but the great bulk of the studies show that gun control laws do not in fact control guns. On net balance, they do not save lives, but cost lives.